# César Luis Menotti

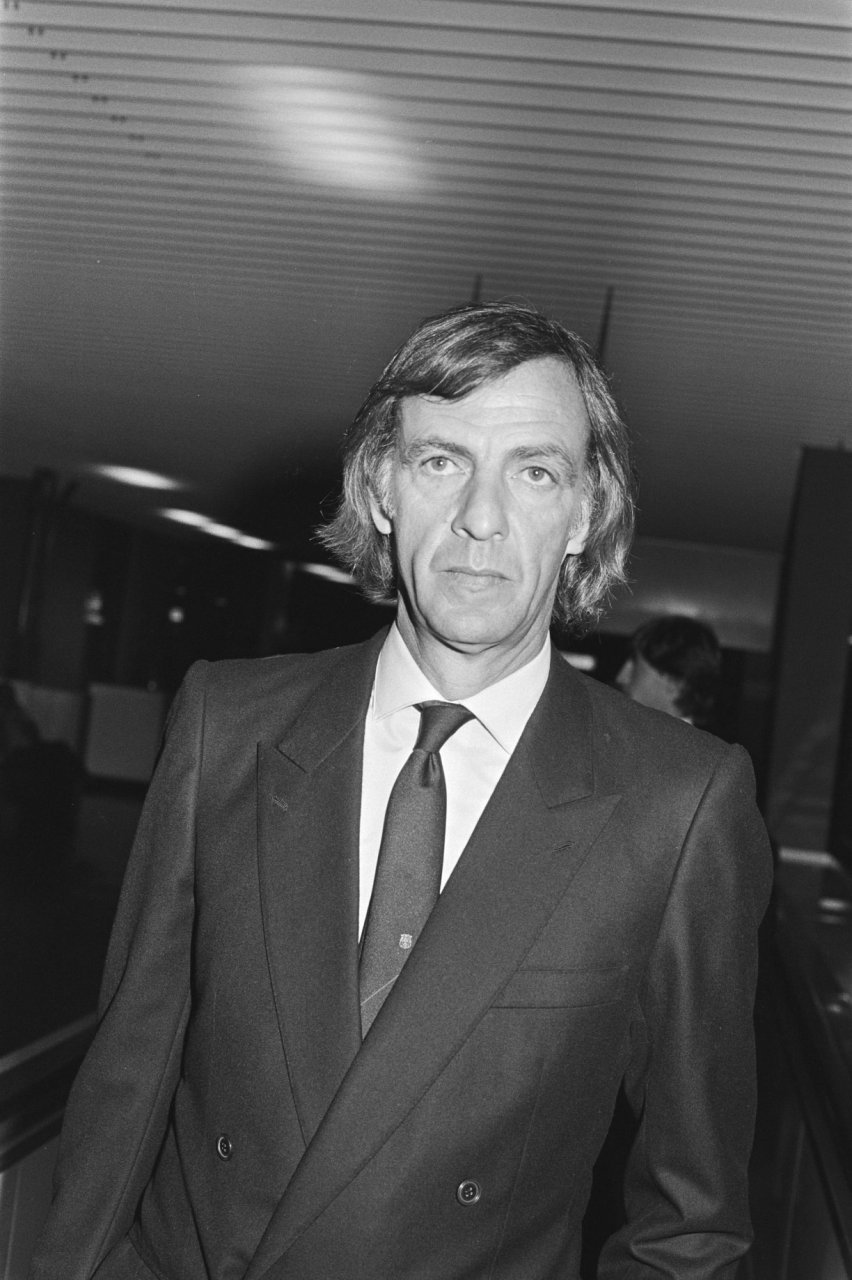
César Luis Menotti

César Luis Menotti (5. listopadu 1938, Rosario – 5. května 2024), známý jako El Flaco (Hubeňour), byl argentinský fotbalista a trenér.
Jako hráč působil v klubech Rosario Central a CA Boca Juniors, dvakrát nastoupil za reprezentaci, na sklonku kariéry si krátce zahrál v FC Santos s Pelém. Trenérskou dráhu začal v klubu CA Huracán, který v roce 1973 přivedl k překvapivému titulu. Když byla Argentina na mistrovství světa ve fotbale 1974 vyřazena ve čtvrtfinále, byl povolán na lavičku národního mužstva. Jako první začal před hvězdami buenosaireských velkoklubů (Velká pětka argentinského fotbalu) dávat přednost talentovaným hráčům z venkova, jako byli Mario Kempes, Leopoldo Luque nebo Osvaldo Ardiles. Na mistrovství světa ve fotbale 1978 dovedl argentinské mužstvo v domácím prostředí k historicky prvnímu titulu mistrů světa. Za jeho působení také začal svou kariéru Diego Maradona: v roce 1978 se jako sedmnáctiletý do užšího výběru nedostal, ale o čtyři roky později ve Španělsku už byl hlavní hvězdou. Argentinci však na mistrovství světa ve fotbale 1982 po matném výkonu vypadli ve čtvrtfinále, Menotti byl podroben velké kritice, že sázel na své oblíbené hráče, kteří byli z formy; nakonec byl vyhozen a jeho místo získal Carlos Bilardo. Později působil v klubech jako FC Barcelona, Valencia CF nebo CA Boca Juniors, ale výraznějšího úspěchu už nedosáhl.
Menotti byl známý jako charismatická osobnost, dlouhovlasý muž s ostrými rysy, silný kuřák, intelektuál, který zasvěceně hovořil o spisovatelích tak náročných, jako Ernesto Sabato a netajil se kritikou vojenského režimu a jeho špinavé války. Odmítavě se vyjadřoval také o současné komercionalizaci fotbalu. 